# Plangeometri

Geometriska figurer i två dimensioner

Plangeometri är det område inom geometrin, som behandlar tvådimensionella geometriska objekt.